# Judo al XVII Festival olimpico estivo della gioventù europea
Le competizioni di judo al XVII Festival olimpico estivo della gioventù europea si sono svolte dal 25 al 29 luglio 2023 a Maribor, in Slovenia

## Podi

### Ragazzi
| Evento | Oro                 | Argento            | Bronzo                      |
| −50 kg | Shota Bachoshvili   | Askhab Isayev      | Bence Galó                  |
| −50 kg | Shota Bachoshvili   | Askhab Isayev      | Nihad Mamishov              |
| −55 kg | Merabi Samadashvili | Emiliano Lattanzi  | Marko Jorgić                |
| −55 kg | Merabi Samadashvili | Emiliano Lattanzi  | Aykhan Mirzazada            |
| −60 kg | Tudor-Ilie Mosoi    | Simas Polikevičius | Sebestyén Kollár            |
| −60 kg | Tudor-Ilie Mosoi    | Simas Polikevičius | Mahammad Musayev            |
| −66 kg | Mate Gvelesiani     | Luka Katić         | Rodrigo Janeiro             |
| −66 kg | Mate Gvelesiani     | Luka Katić         | Jasur Ibadli                |
| −73 kg | David Gliga         | Suleyman Shukurov  | Yunus Yazgan                |
| −73 kg | David Gliga         | Suleyman Shukurov  | Bogdan Veličković           |
| −81 kg | Emir Selim Arı      | Giorgi Bendeliani  | Dušan Grahovac              |
| −81 kg | Emir Selim Arı      | Giorgi Bendeliani  | Andrei Peaticovschi         |
| −90 kg | Aslan Kotsoev       | Saba Gvelesiani    | Emil Jabiyev                |
| −90 kg | Aslan Kotsoev       | Saba Gvelesiani    | Antonio Aixel Ramirez Perez |
| +90 kg | İbrahim Tataroğlu   | Ramazan Ahmadov    | Shotiko Gochiashvili        |
| +90 kg | İbrahim Tataroğlu   | Ramazan Ahmadov    | Stefan Kovinic              |

### Ragazze
| Evento | Oro                    | Argento                 | Bronzo                |
| −40 kg | Patrícia Tománková     | Nina Auer               | Imane Lima            |
| −40 kg | Patrícia Tománková     | Nina Auer               | Mélody Veillard       |
| −44 kg | Marta Beorlegui Oses   | Begümnaz Doğruyol       | Kristína Lili Križová |
| −44 kg | Marta Beorlegui Oses   | Begümnaz Doğruyol       | Lena Antoine          |
| −48 kg | Vusala Hajiyeva        | Aitana Diaz Hernandez   | Elena Storione        |
| −48 kg | Vusala Hajiyeva        | Aitana Diaz Hernandez   | Noor Noufal           |
| −52 kg | Khadizha Gadashova     | Adriana Saez Hevia      | Tabea Mecklenburg     |
| −52 kg | Khadizha Gadashova     | Adriana Saez Hevia      | Luca Veg              |
| −57 kg | Nika Tomc              | Odalis Santiago-Santana | Riina Myllyla         |
| −57 kg | Nika Tomc              | Odalis Santiago-Santana | Maria Silveira        |
| −63 kg | Jana Cvjetko           | Sinem Oruç              | Kristina Opanasenko   |
| −63 kg | Jana Cvjetko           | Sinem Oruç              | Leila Mazouzi         |
| −70 kg | Julia Marczak          | Anna Oliinyk-Korniiko   | Xanne Van Lijf        |
| −70 kg | Julia Marczak          | Anna Oliinyk-Korniiko   | Jael Wernert          |
| +70 kg | Helene Schrattenholzer | Emma-Melis Aktas        | Nina Filkorová        |
| +70 kg | Helene Schrattenholzer | Emma-Melis Aktas        | Marie Žofie Košnarová |

### Misto
| Evento         | Oro     | Argento     | Bronzo  |
| Gara a squadre | Turchia | Azerbaigian | Ucraina |
| Gara a squadre | Turchia | Azerbaigian | Georgia |